# Radio Match
Radio Match var namnet på flera olika privata lokalradiostationer i Götaland och Svealand.

## Bakgrund
Radio Match-stationerna var delvis fristående från varandra, och hade mer eller mindre olika inriktningar på sin musik. Stationerna i Östergötland och Södermanland var uteslutande så kallade hitstationer (med undantag av några specialprogram), ungefär som Rix FM. Övriga stationer riktade snarare in sig på blandad musik, och påminde mer om Mix Megapol. Gemensamt för dem alla var deras affärsidé, som var att varje station ska ha en stark, lokal förankring. De skulle presentera lokala nyheter, lokalt väder och vara med under olika regionala och lokala evenemang. Detta varvades med musik, prat, tävlingar och diverse reportage. Under sin storhetstid fanns Radio Match från sörmländska Södertälje i norr, till Ronneby i Blekinge i söder. De inriktade sig främst på en målgrupp mellan 20 och 55 år.
Den 15 juni 2005 rapporterade Östgöta Correspondenten att Radio Match, tillsammans med systerstationen Gold FM, skulle läggas ner, på grund av de höga koncessionsavgifterna. Frekvenserna skulle övertas av Rix FM och Lugna Favoriter. Den 10 juli samma år övergick stationerna i Östergötland till Rix FM. I Sörmland fick man istället Lugna Favoriter, eftersom Rix FM redan fanns i både Nyköping och Södertälje. I samband med detta sålde även Fria Media hela sin del av Norrköpings Radio & Co till Östgöta Correspondenten, som nu stod som ensam ägare.
2006 köptes Fria Media upp av SBS-radio. De kvarvarande stationerna konverterades successivt till Mix Megapol. Eftersom sändningstillståndet i Borås kräver minst 20 timmar lokalt producerat material per dygn (så kallad 40 000-kronors koncession), blev gamla Radio Match i Borås en lokal variant av Mix Megapol vid namn Mix Megapol Borås, när den övergick den 5 maj 2006. Därmed var det den station som behöll namnet längst.

## Frekvenser

### Övergick till Rix FM den 10 juli 2005
- Linköping: 104,3 (Slavsändare: Kisa 106,2, Mjölby 107,8, Motala 96,4, Tranås 107,2, Åtvidaberg 105,2, Ödeshög 103,1)
- Norrköping: 106,5 (Slavsändare: Jönåker 89,5, Linköping 101,7, Ringarum 92,8)

### Övergick till Lugna Favoriter den 10 juli 2005
- Södermanland (Nyköping): 105,7 (Slavsändare: Katrineholm 95,4, Vagnhärad 92,9, Södertälje 90,9)

### Övergick till Mix Megapol efter uppköpet 2006
Övergick den 17 mars 2006:
- Blekinge: 104,7 (Slavsändare: Karlshamn 104,7, Ronneby 107,7)
- Kalmar: 105,4 (Slavsändare: Oskarshamn 89,4, Vimmerby 99,4, Västervik 101,6)

Övergick den 19 april 2006:
- Västra Småland (Bredaryd): 104,6 (Slavsändare: Värnamo 107,7)
- Jönköping: 105,1 (Slavsändare: Habo 104,1, Nässjö 107,4)

Blev Mix Megapol Borås den 5 maj 2006:
- Borås: 105,5

## Historik
- 5 maj 2006 - Radio Match Borås byter namn till 105,5 Mix Megapol Borås.
- 2 februari 2006 - Radio Matchs ägare Fria Media köps upp av SBS-Broadcasting som bland annat driver Mix Megapol, kort därefter konverteras Radio Match i alla orter utom Borås om till Mix Megapol.
- 10 juli 2005 - Radio Match i Östergötland och Sörmland slutar att sända, och ersätts av Rix FM och Lugna Favoriter
- 15 december 1998 - Radio HIT FM i Kalmar och Karlskrona byter namn till Radio Match.
- 8 november 1997 - Radio FM i Linköping och East FM i Norrköping byter namn till Radio Match.
- 31 oktober 1997 - Radio Nova i Nyköping byter namn till Radio Match.
- 6 februari 1997 - Radio City i Borås byter namn till Radio Match.
- 26 augusti 1996 - Radio Match startar i Värnamo.
- 24 januari 1994 - Första Radio Match stationen startar i Jönköping.